# 幻冬社ノベルス
もしかして
- 幻冬舎ノベルス

ではありませんか？